# Innofreight Solutions
Die Innofreight Solutions GmbH ist ein steirisches Gütertransport- und Logistikunternehmen mit Hauptsitz in Bruck an der Mur.

## Unternehmen

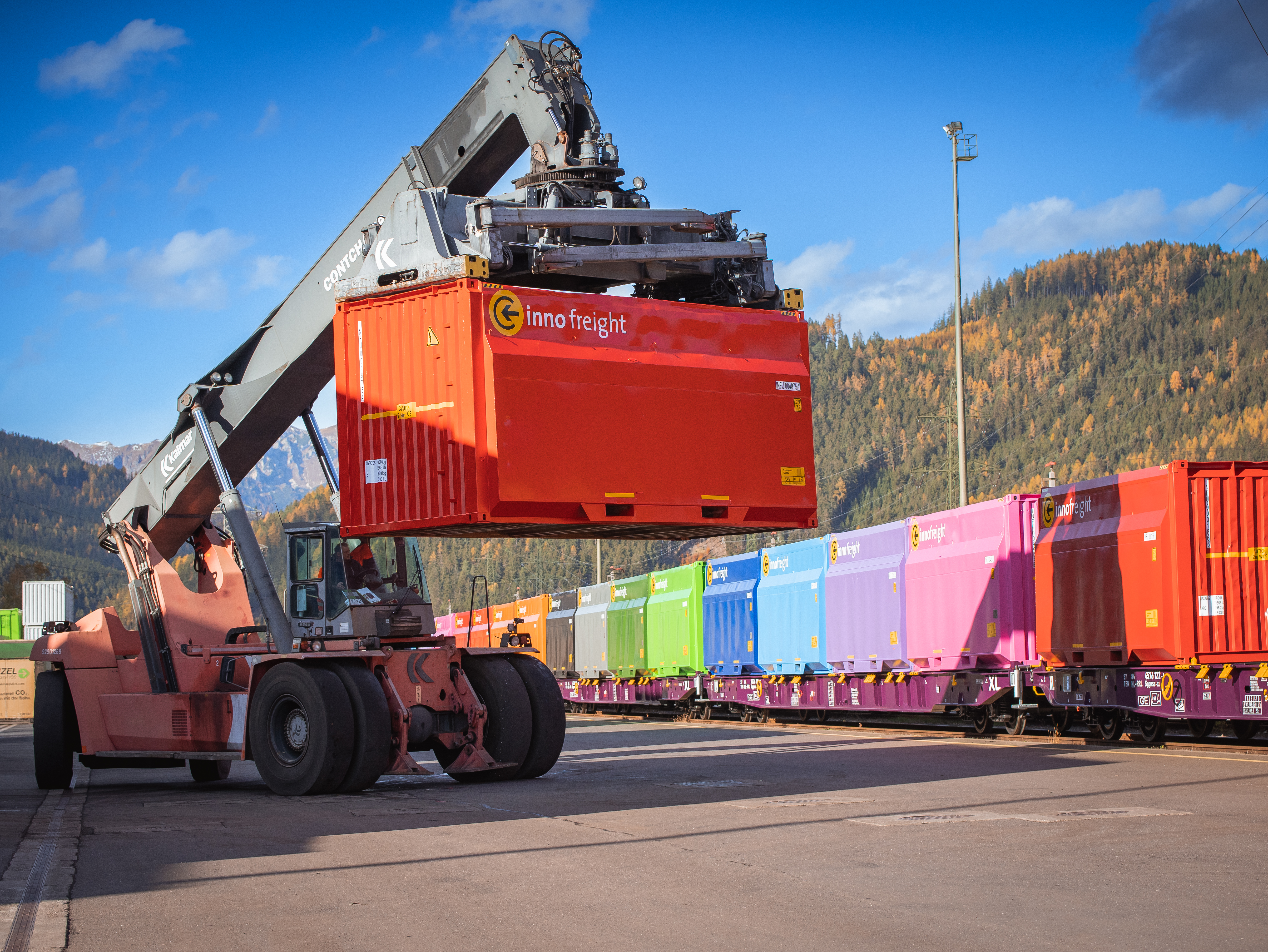
Equipment von Innofreight am Terminal St. Michael/AUT (2021)

Das Kerngeschäft besteht in der Entwicklung und Vermietung von Aufbauten für Güterwagen, Güterwagen selbst und passenden Entladesystemen. Inzwischen gibt es mehr als 35 verschiedene Aufbauten, die mit Güterwagen in drei verschiedenen Längen und Spurbreiten kombinierbar sind. Basis hierfür ist, gegenüber herkömmlichen Güterwagen, die Trennung der Ladungsträger vom Trägerfahrzeug. Die Aufbauten können je nach Bedarf aufgesetzt und abgenommen werden. So schafft man individuelle Lösungen für verschiedene Industrien und Unternehmen.

## Geschichte
Innofreight wurde im Jahr 2002 von Peter Wanek-Pusset und Herbert Wied gegründet, welche sich aus der im Jahr 2001 gegründeten Innofreight Wanek & Wied OEG entwickelte, bzw. auf Basis eines Einbringungsvertrags vom Juli 2003 die Einbringung der Innofreight Wanek & Wied OEG (FN 225866g) in die Innofreight Consulting & Logistics GmbH begründete.
Innofreight beschäftigte sich Anfangs mit Lösungen im Bereich des kombinierten Verkehrs, sowie ab ca. 2005 mit der Entwicklung von modularen Gütertransport- und Logistiksystemen – fast ausschließlich für den Schienengüterverkehr. Anfangs konzentrierte man sich auf Lösungen für den Transport von Holzhackschnitzeln, wie die Entwicklung eines Schüttgutcontainers. Aus diesem Container wurden weitere Aufbauten für den Transport von Agrarprodukten, Baustoffen, Chemieprodukten und auch Gefahrgut, Eisenerz, Flüssigkeiten, Holz und Stahlprodukten entwickelt. Um die Kapazitäten dieser Ladungsträger besser nutzen zu können, wurde 2012 mit der Entwicklung eines eigenen Containertragwagens begonnen. Aufgrund des geringen Eigengewichtes des als InnoWaggon bezeichneten Wagens konnte die Zuladung gesteigert werden.
Daneben entwickelt Innofreight stationäre Anlagen für die Entladung der Containersysteme, wie sie z. B. in der Zellstofffabrik in Pöls oder bei Voestalpine in Leoben Donawitz eingesetzt werden.
Im Mai 2017 gaben Innofreight und VTG bekannt, in Zukunft kooperieren zu wollen.
2021 wurden Produkte von Innofreight in 20 europäischen Ländern eingesetzt. Nach eigenen Angaben sind 17.000 Aufbauten, 2.020 InnoWaggons, 10 stationäre Entladeanlagen und 59 Drehentladestapler im Einsatz.

## Produkte

### Containertragwagen
Seit 2012 wurden von Innofreight vierachsige Tragwagen mit einer Ladelänge von 60 Fuß und achtachsige Doppelwagen mit Ladelängen von je zweimal 30, 40 oder 45 Fuß entwickelt. Diese werden unter dem Namen InnoWaggon vertrieben. Durch die unterschiedlichen Ladelängen kann für unterschiedliche Ladegüter die jeweils optimale Meterlast, Ladegewicht und Nutzlänge gefunden werden. Die Wagenoberseite ist mit entsprechenden Containerzapfen versehen, sodass Aufbauten verschiedener Länge transportiert werden können. Die Doppelwagen bestehen aus je zwei kurzgekuppelten Wagen, die auf jeweils zwei Drehgestellen laufen. Gegenüber sechsachsigen Gelenkwagen mit einem mittigen Jakobs-Drehgestell kann so die Lademasse gesteigert werden, weshalb sich diese Wagen insbesondere für den Transport schwerer Schüttgüter eignen.
Gegenüber herkömmlichen Containertragwagen konnte durch konstruktive Maßnahmen und die Verwendung hochfester Stähle die Leermasse gesenkt werden. Da bei einem leeren Güterwagen hierdurch die nach EN 16235 geforderte Radsatzlast von mindestens 4 t pro Radsatz unterschritten wird, dürfen die Wagen nur mit Aufbauten befördert werden. Der Untergestell ist derart gestaltet, dass eine Entladung von Aufbauten mit Bodenklappen oder anderen Entleerungsvorrichtungen vom Containertragwagen aus möglich ist.
Die Güterwagenproduktion unterteilt sich in Untergestellfertigung und in die Montage der Wagen. Die Untergestelle werden von Tatravagónka in Subotica gefertigt. Danach werden diese zu Waggonbau Niesky oder zu TŽV Gredelj gebracht, wo Montage und Auslieferung stattfinden.

### Aufbauten
Von Innofreight wurden diverse Aufbauten für den Transport verschiedener Güter entwickelt.
Für den Transport von Schüttgütern wurden oben offene Ladungsträger mit verschiedenen Abmessungen entwickelt, die mithilfe der Eckbeschläge wie ISO-Container transportiert werden können. Mit Gabelstaplern oder stationären Entladeeinrichtungen können die Behälter vom Tragwagen gehoben und mittels einer speziellen Drehvorrichtung am Gabelstapler bzw. durch die Entladeeinrichtung durch Kippen entleert werden. Im Querschnitt weisen die Behälter an der Ober- und Unterseite die Abmessungen eines ISO-Containers auf, dazwischen jedoch eine breitere, an das Lademaß angepasste Kontur. Hierdurch ist ein größeres Ladevolumen gegenüber herkömmlichen ISO-Containern möglich. Diese Behälter werden unter den Namen WoodTainer und MonTainer vertrieben.
Ebenfalls für den Transport von Schüttgütern wurden Schwerkraft-Selbstentladebehälter entwickelt. Während der RockTainer Ore oder RockTainer Sand seitlich, schlagartig in einen Tiefbunker entleert wird, kann der RockTainer INFRA dosiert entladen werden, beispielsweise zum Einbringen von Gleisschotter.
Für die Produktion der Aufbauten wurde 2019 zusammen mit dem slowenischen Unternehmen duler das JointVenture Innoduler in Slowenien gegründet. Alle Aufbauten von 13 Fuß bis hin zu 40 Fuß können in Slowenien produziert werden. Mit einem hochmodernen Schweißroboter können ganze Aufbauten in einem Durchgang geschweißt werden.
Darüber hinaus werden Aufbauten auch bei den Firmen Container d.o.o. (Slowenien) und Kerex s.r.o. (Slowakei) hergestellt.

## Auszeichnungen
Innofreight gewann 2006, 2013 und 2018 den steirischen Innovationspreis Fast Forward Award.